# هرمان سوزلبک
هرمان سوزلبک (انگلیسی: Herman Suselbeek؛ زادهٔ ۲۷ نوامبر ۱۹۴۳) ورزشکار روئینگ اهل پادشاهی هلند است.
وی در مسابقات کشوری و بین‌المللی در مجموع برندهٔ ۱ مدال نقره شده‌است.